# Straky
Straky (en allemand : Strak) est une commune du district de Nymburk, dans la région de Bohême-Centrale, en République tchèque. Sa population s'élevait à 533 habitants en 2020.

## Géographie
Straky se trouve à 9 km au nord-ouest de Nymburk et à 42 km à l'est-nord-est de Prague.
La commune est limitée par Všejany et Jizbice au nord, par Krchleby à l'est, par Čilec et Zbožíčko au sud, et par Milovice à l'ouest.

## Histoire
La première mention écrite de la localité date de 1323.